# Leucanella contempta
Leucanella contempta är en fjärilsart som beskrevs av Lemaire 1966. Leucanella contempta ingår i släktet Leucanella och familjen påfågelsspinnare. Inga underarter finns listade i Catalogue of Life.